# Eberhard Thust

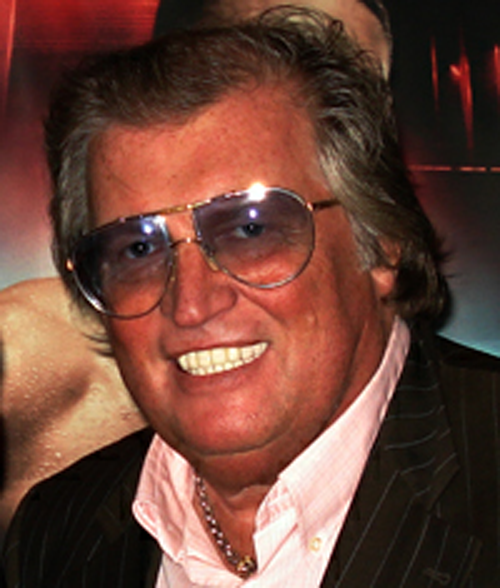
Eberhard Thust (2010)

Eberhard Anton Thust (* 16. November 1947 in Frankfurt-Sossenheim) ist ein ehemaliger deutscher Box-Promoter.

## Leben
Im Jahre 1966 begann Thust seine Laufbahn als Funktionär beim Bund Deutscher Berufsboxer (BDB). Er arbeitete als Zeitnehmer und Sekundant, später auch als Manager, Technischer Leiter und Promoter. Seinen Freund Rüdiger Schmidtke brachte er zum Profiboxen, obwohl Schmidtke nie Amateur war. Schmidtke wurde 1972 Europameister im Halbschwergewicht. Mit anderen Kämpfern hatte Thust ebenfalls Managerverträge abgeschlossen. Er organisierte als Technischer Leiter etwa siebzig Veranstaltungen, meistens von Wilfried Sauerland, und beeinflusste dadurch in den 1980er Jahren die deutsche Boxszene.
Auch die ersten fünf Kämpfe der Klitschko-Brüder in Frankfurt am Main, Offenbach am Main und Stuttgart veranstaltete er. Dazu kamen weitere mit Dariusz Michalczewski und Markus Beyer in der Frankfurter Ballsporthalle. Thust war zu 50 % am Management von Željko Mavrović beteiligt.
1986 erhielt er vom damaligen BDB-Präsidenten Klaus-Peter Kohl die Goldene Ehrennadel des BDB „für besondere Verdienste um den deutschen Berufsboxsport“.
Im Jahre 1990 wurde Thust durch die „Graf-Affäre“ bekannt. Thust, der damals mit dem Playboy-Model Nicole Meissner liiert war, wurde von der Staatsanwaltschaft Frankfurt am Main angeklagt, Peter Graf, Vater von Tennisspielerin Steffi Graf, um mindestens 800.000 DM erpresst zu haben. Erpressungsgrund war das Verhältnis, das Thusts Lebensgefährtin Nicole Meissner mit Peter Graf gehabt hatte. Aus diesem Verhältnis sollte eine Tochter (* 1990) entstanden sein. Ein späteres erbbiologisches Gutachten widersprach jedoch der Vaterschaft Grafs. Thust wurde wie seine Komplizin Nicole Meissner wegen Erpressung zu einer dreijährigen Gefängnisstrafe verurteilt.
Über sein Leben veröffentlichte er 1999 ein Buch. 2001 zog er von Frankfurt auf eine Finca nach Mallorca und betreute von dort aus weiterhin Boxer. Als Trainer wurde Ulrich May, Vater des Olympiasiegers Torsten May, verpflichtet. Thust brachte drei seiner Boxer bei der Universum Box-Promotion unter und erhielt hierfür von diesen einen Beratervertrag. 2005 gründete Thust zusammen mit dem Spanier Ramon Guirao Diaz den World Fight Club (WFC), eine Organisation mit Sitz in Palma. Der WFC ist ein inoffizieller Verband für mehrere Kampfsportarten. Des Weiteren betreibt Thust seit 2010 zusammen mit seiner Frau Sonja und ab 2015 zusammen mit Jonny Orbán ein Boxsport-Internetportal mit dem Namen Boxen1. Im März 2016 wurde Thust zum Ehrenmitglied des Bundes Deutscher Berufsboxer ernannt. Er war zu diesem Zeitpunkt seit 50 Jahren Mitglied des Verbandes.
Thust war in erster Ehe mit Roswitha Thust verheiratet. Aus dieser Ehe stammen zwei Kinder. Seit 1999 ist Thust mit seiner zweiten Frau Sonja (* 1975) verheiratet. Thust lebte zuvor in Niedernhausen. Sein Bruder Wolfgang Thust kommt aus dem Struktur-Vertrieb und ist Autor des Buches „Geldmaschine Strukturvertrieb“.

## Bekannte Thust-Boxer
- Rüdiger Schmidtke, Europameister im Halbschwergewicht
- Charly Graf, Deutscher Meister im Schwergewicht
- José Varela, Europameister im Weltergewicht; Deutscher Meister im Weltergewicht und Super-Weltergewicht
- Reiner Hartmann, Deutscher Meister im Schwergewicht
- Erwin Heiber, Deutscher Meister im Mittelgewicht
- Branco Sobot, Intercontinental Champion der IBF
- Ralf Rocchigiani, Weltmeister der WBO im Cruisergewicht
- Željko Mavrović, Europameister im Schwergewicht
- Willi Fischer, Intercontinental Champion der WBO; Deutscher Meister und Weltmeister im Schwergewicht
- Firat Arslan, WBA-Weltmeister im Cruisergewicht
- Mark Hendem, Internationaler Deutscher Meister im Cruisergewicht
- Ante Bilić, Junioren-Weltmeister der WBC im Super-Weltergewicht
- Konni Konrad, Junioren-Weltmeister der WBC im Super-Mittelgewicht

## Film „Ebbies Bluff“
- 1993 spielte Thust in dem Kinofilm Ebbies Bluff eine kleine Nebenrolle als Boxpromoter.

## Diskographie
- 1998: Freiheit für Ebby Thust CD by Halma
- 2000: Life is a Fight